# Pagan Babies
Pagan Babies — американская женская рок-группа, образованная Кортни Лав и Кэт Бьелланд в 1985 году.
Первоначально Кортни Лав создала группу в Портленде, штат Орегон, вместе с Кэт Бьелланд под названием Sugar Babydoll, а после их переезда в Сан-Франциско, к группе присоединилась басистка Дженнифер Финч. Группа претерпела несколько изменений в составе и названии, прежде чем записать демоверсию мини-альбома из четырёх песен под названием Pagan Babies с барабанщицей Дидрой Шлеттер и басисткой Дженис Танакой.